# 渋谷和宏・ヒント
『渋谷和宏・ヒント』（しぶやかずひろ・ヒント）はTBSラジオで2014年4月6日から2016年9月25日まで生放送されていた情報・教養番組である。2016年4月からの正式タイトルは『使える情報マガジン 渋谷和宏・ヒント』（つかえるじょうほうマガジン－）。

## 概要
番組は、「今を知り、今を生きる」を大きなテーマとして、新聞やニュース番組などだけではなかなか難しい生活に直接かかわる様々な問題点を毎回「使えるヒント」という物差しで市民・リスナーの視点を通して、その疑問・難問を、雑誌編集者で作家の渋谷和宏（番組ではディスクジョッキー・パーソナリティーとは言わず、副題の「情報マガジン」にちなみ、雑誌に倣った「番組編集長」として出演）が有識者へのインタビューや取材などを通して探る。
また2014年6月から、原則としてその月の最終放送日は、「月刊ニュースレビュー」と題し、マスコミ媒体の関係者から「ゲスト編集長」を迎え、日々のニュースでは見落としがちでありながら、今大切なニュースについて、ヒント目線を通して追及するコーナーが行われている。
2014年9月28日までは日曜日の放送であり「深夜の使える情報マガジン」という副題だったが、あくる9月29日から月曜日に移動し副題を『月曜日の情報マガジン』に改める。2016年4月3日からは日曜早朝の放送となり、冒頭の副題に再変更された。
インターネットラジオ（ポッドキャスティング）でも放送から1週間限定配信中。

## 放送日時
- 2014年4月6日 - 9月28日、日曜日23:30 - 24:00（月曜0:00）
- 2014年9月29日 - 2016年3月21日、月曜日20:30 - 21:00
  - いずれも生放送。
- 2016年4月3日 - 9月25日、日曜日5:05 - 5:30

## 取り上げたテーマ
| 回     | 放送日   | テーマ | 出場ゲスト          | 肩書・備考                                                                             |
| 2014年 | 2014年   | 2014年 | 2014年              | 2014年                                                                                 |
| ------ | -------- | --- | ------------------- | -------------------------------------------------------------------------------------- |
| 1      | 4月6日   | 消費税増税のヒント（1） 増税だけじゃない!出費だらけの新年度、負担はいくら増えるのか?                                    | 藤川太              | ファイナンシャルプランナー（2回連続出場）                                              |
| 2      | 4月13日  | 消費税増税のヒント（2） 負担だらけの新年度。節約のヒントは見つかるか?                                                   | 藤川太              | ファイナンシャルプランナー（2回連続出場）                                              |
| 3      | 4月20日  | 若手社会人に贈るヒント 気をつけろ!できる人幻想のワナ                                                                    | 常見陽平            | 人材コンサルタント                                                                     |
| 4      | 4月27日  | 風俗に負けた社会保障! 女性の貧困と戦うヒント                                                                            | 角間惇一郎          | 女性支援団体・グローワズピープル                                                       |
| 5      | 5月4日   | ブラック職場最前線（ブラック企業） 悶える職場を生き抜くヒント                                                           | 吉田典史            | フリーライター                                                                         |
| 6      | 5月11日  | 働くってなんですか? ニートが一歩を踏み出すヒント                                                                        | 蟇田薫              | NPO法人育て上げネット                                                                  |
| 7      | 5月18日  | 貧困の連鎖を断ち切る! こどもを貧困から守るヒント                                                                        | 栗林知絵子          | NPO法人豊島子どもWAKUWAKUネットワーク代表                                              |
| 8      | 5月25日  | バイトでもダマされない! キャバクラ労組に学ぶ闘い方のヒント                                                              | 布施えり子          | 労組・キャバクラユニオン代表                                                           |
| 9      | 6月1日   | 技術流出を防ぐヒント 今、技術者に起きていること                                                                         | 佐藤登              | 元エンジニア                                                                           |
| 10     | 6月8日   | 過酷!!牛丼・外食バイト 労働環境は改善されるのか?                                                                        | 武田敦              | 首都圏青年ユニオン執行委員長                                                           |
| 11     | 6月15日  | 生活保護でセクハラ被害!生活保護の問題点                                                                                 | 水島宏明            | 法政大学教授（元札幌テレビ放送・日本テレビ放送網〈STVからの出向〉記者）                |
| 12     | 6月22日  | この先なにが起きるのか?「残業代ゼロ」の正体を探る                                                                       | 棗一郎 肥田美佐子   | 棗=弁護士 肥田=在米ジャーナリスト（国際電話での参加）                                  |
| 13     | 6月29日  | 「月刊ニュースレビュー6月号」・ASKA容疑者の逮捕で浮かび上がる労働政策の疑惑                                             | 寺田俊治            | 日刊ゲンダイ編集局長                                                                   |
| 14     | 7月6日   | 身近にある孤独死。その対策のヒントを探る                                                                                | 結城康博            | 淑徳大学教授                                                                           |
| 15     | 7月13日  | 相次ぐ「脱法ハーブ」の事故 撲滅のヒントはあるのか?                                                                      | 丸山佑介            | ジャーナリスト（別筆名・丸山ゴンザレス）                                               |
| 16     | 7月20日  | 不透明な政務活動費 市民でチェックできないか?                                                                            | 佐藤龍雄            | 品川区区民オンブズマン代表                                                             |
| 17     | 7月27日  | 「月刊ニュースレビュー7月号」・STAP問題とカネ                                                                           | 三重博一            | 新潮45編集長                                                                           |
| 18     | 8月3日   | 中国だけじゃない!TPPで迫り来る食品の不安                                                                                | 鈴木宣弘            | 東京大学・大学院教授                                                                   |
| 19     | 8月10日  | 国内の食品は大丈夫か…消費者の自己防衛策のヒント                                                                         | 河岸宏和            | 食品安全教育研究所代表                                                                 |
| 20     | 8月17日  | 怖いだけじゃない!!お化け屋敷からみる街の活性化のヒント                                                                  | 五味弘文            | お化け屋敷プロデューサー                                                               |
| 21     | 8月24日  | 首都圏は大丈夫か?広島土砂災害で考える防災のヒント                                                                       | 渡辺実              | まちづくり計画研究所代表                                                               |
| 22     | 8月31日  | 「月刊ニュースレビュー8月号」・職場を見極めるヒント                                                                     | 渡邉正裕            | MyNewsJapan編集長                                                                      |
| 23     | 9月7日   | カジノ誘致はいいのか悪いのか?                                                                                           | 出井康博            | ジャーナリスト                                                                         |
| 24     | 9月14日  | リクルートという幻想 - 企業の本当の姿を見抜くヒント                                                                     | 常見陽平            | 人材コンサルタント                                                                     |
| 25     | 9月21日  | 「月刊ニュースレビュー9月号」・夢とやりがいの職場に潜むワナ                                                             | 平井康嗣            | 週刊金曜日編集長                                                                       |
| 26     | 9月28日  | 工藤会トップの逮捕から見る暴力団の今                                                                                    | 溝口敦              | ジャーナリスト 日曜日の最終放送                                                        |
| 27     | 9月29日  | なぜ女性の社会進出は広がらないのか?はびこるマタハラ（マタニティー・ハラスメント）のヒント                               | 小酒部さやか        | マタニティー・ハラスメント対策ネットワーク代表 月曜日の初回放送                        |
| 28     | 10月6日  | 「裁判員裁判」・裁判員の心理的負担は大丈夫か                                                                            | 大城聡              | 「裁判員ネット」代表・弁護士                                                           |
| 29     | 10月13日 | 感染症の脅威、虫さされのリスクを知る                                                                                    | 五箇公一            | 国立感染症研究所職員 外来生物対策プロジェクトリーダー                                  |
| 30     | 10月20日 | 子育て支援員・その是非を考える                                                                                          | 猪熊弘子            | ジャーナリスト                                                                         |
| 31     | 10月27日 | 「月刊ニュースレビュー10月号」・就活塾の危なすぎる実態                                                                  | 田宮寛之            | 東洋経済ヒューマン・リソース・オンライン・編集長                                       |
| 32     | 11月3日  | 保育園、幼稚園、認定こども園。申し込み手続きが変わるって知ってましたか?                                                 | 猪熊弘子            | （2回目の出場）                                                                        |
| 33     | 11月10日 | 感情労働の時代を生き抜くヒント                                                                                          | 武井麻子            | 日本赤十字看護大学教授                                                                 |
| 34     | 11月17日 | 急増する、老後破産 | 藤田孝典            | NPOほっとプラス代表理事                                                                |
| 35     | 11月24日 | 「月刊ニュースレビュー11月号」・ソニー・追い出し部屋                                                                    | 宮嶋巌              | FACTA編集長                                                                            |
| 36     | 12月1日  | 学校の先生が大変!!授業どころじゃない多忙な実態                                                                          | 増田修治            | 白梅学園大学教授・元小学校教諭                                                         |
| 37     | 12月8日  | 「月刊ニュースレビュー12月号」・非正規労働者2000万人時代の過酷な現実                                                    | 平井康嗣            | （2回目の出場）                                                                        |
| 38     | 12月15日 | 多発する駅員への暴力〜今何が起きているのか〜                                                                            | 大谷朋彦 碓井真史   | 大谷=JR東日本労働組合 碓井=新潟青陵大学大学院教授（電話での参加）                      |
| 39     | 12月22日 | コンビニ、ファミレス、ファーストフード・ゆがみが出てきたフランチャイズビジネス                                          | 中野和子            | 弁護士                                                                                 |
| 40     | 12月29日 | リベンジ転職のいま〜年明け転職市場                                                                                      | 田宮寛之            | （2回目の出場）                                                                        |
| 2015年 |          | |                     |                                                                                        |
| 41     | 1月5日   | 出版不況に挑む一人出版社。夏葉社の島田潤一郎さんの挑戦                                                                  | 島田潤一郎          | 夏葉社代表                                                                             |
| 42     | 1月12日  | 4人に1人が再発!ストーカーはなくせないのか?                                                                              | 小早川明子          | NPO法人ヒューマニティー代表                                                            |
| 43     | 1月19日  | 外国人労働者の過酷な現実                                                                                                | 安田浩一            | ジャーナリスト                                                                         |
| 44     | 1月26日  | まだ終わりじゃないエボラ出血熱。日本は大丈夫か?                                                                         | 加藤寛幸            | 国境なき医師団                                                                         |
| 45     | 2月2日   | 返済できず自己破産も。奨学金の実態                                                                                      | 岩重佳治            | 奨学金問題対策全国会議事務局長                                                         |
| 46     | 2月9日   | 深刻化する高齢者の万引き                                                                                                | 守山正              | 拓殖大学教授                                                                           |
| 47     | 2月16日  | 「月刊ニュースレビュー2月号」・チェルノブイリの真実を伝える～市民メディアの可能性                                       | 白石草              | インターネットテレビ放送「OurPlanet-TV」代表理事                                       |
| 48     | 2月23日  | 「イスラム国（IS、ISIL）」事件に潜む問題                                                                                | 宮田律              | 現代イスラム研究センター理事長                                                         |
| 49     | 3月2日   | お金は取り戻せるのか?ニセ電話詐欺を知るヒント                                                                           | 芝昭彦              | 弁護士                                                                                 |
| 50     | 3月9日   | まもなく原発事故から4年 ふくしま作業員の今                                                                              | 片山夏子            | 東京新聞（中日新聞東京本社）社会部記者                                                 |
| 51     | 3月16日  | オレオレ詐欺の実態に潜む深刻な問題                                                                                      | 鈴木大介            | ジャーナリスト                                                                         |
| 52     | 3月23日  | 「月刊ニュースレビュー・3月号」・オウム事件のいま 松本智津夫死刑囚の家族と教団の内情                                    | 篠田博之            | 月刊創編集長                                                                           |
| 53     | 3月30日  | 外国人裁判の問題点 法廷通訳人の質と量                                                                                   | 天海浪漫 水野真木子 | 天海=日本司法通訳士連合会 水野=金城学院大学教授（電話での参加）                        |
| 54     | 4月6日   | 急増する、深刻な空き家問題                                                                                              | 上田真一            | NPO・空家・空地 管理センター                                                           |
| 55     | 4月13日  | 調剤薬局の問題を読み解くヒント                                                                                          | 田村正樹            | 薬事ニュース社                                                                         |
| 56     | 4月20日  | 護憲、改憲、国防軍。日本にプラスな安保法制とは何か?                                                                     | 伊勢崎賢治          | 東京外国語大学・大学院教授                                                             |
| 57     | 4月27日  | 「月刊ニュースレビュー・4月号」・統一地方選挙総括!地方自治の在り方を考える                                              | 津田大介            | ポリタス編集長                                                                         |
| 58     | 5月4日   | 仕事探しは数字ではなく中身?                                                                                             | ナカムラケンタ      | 求人サイト・「日本仕事百貨」運営者                                                     |
| 59     | 5月11日  | 大量の殺処分や相次ぐ死体遺棄。犬を救うには?                                                                             | 太田匡彦            | 朝日新聞東京本社記者                                                                   |
| 60     | 5月18日  | 問題は待機児童だけじゃない!保育施設の中で今おきていること                                                               | 小林美希            | ジャーナリスト                                                                         |
| 61     | 5月25日  | 「月刊ニュースレビュー・5月号」・弁護士ニュースドットコムの記事「働かない正社員をクビにできる世の中に発言をどう見るか」 | 亀松太郎            | 弁護士ニュース・ドットコム編集長                                                       |
| 62     | 6月1日   | どうなる派遣の仕事。問題の労働者派遣法の改正案                                                                          | 棗一郎              | 弁護士                                                                                 |
| 63     | 6月8日   | 高齢者の貧困問題 | 稲葉剛              | 自立生活サポートセンター・もやい                                                       |
| 64     | 6月15日  | 沖縄問題を読み解くヒント、基地マフィアの実態                                                                            | 平井康嗣            | 週刊金曜日編集長                                                                       |
| 65     | 6月22日  | 整形して幸せか?膨らむ美容整形マーケット                                                                                 | 北条かや            |                                                                                        |
| 66     | 6月29日  | 「月刊ニュースレビュー・6月号」・子どもの貧困を追いかけた、子どもの希望取材班とは齢者の貧困問題                         | 山崎一洋            | 下野新聞デスク                                                                         |
| 67     | 7月6日   | ネット検索時代の消えない恐怖                                                                                            | 神田知宏            | 弁護士                                                                                 |
| 68     | 7月13日  | 新宿歌舞伎町。ぼったくりは本当になくなるのか?                                                                           | 青島克行            | 弁護士                                                                                 |
| 69     | 7月20日  | 50代でも認知症!?日本で4万人いるという「若年性認知症」の実態                                                             | 南田佐智恵          | 介護アドバイザー                                                                       |
| 70     | 7月27日  | 「月刊ニュースレビュー・7月号」・政治への意思表示、市民参加                                                             | 塚田壽子            | 「マガジン9」編集長                                                                    |
| 71     | 8月3日   | いじめを苦に自殺という悲劇。対策は今!?                                                                                  | 滝充                | 国立教育政策研究所総括研究官                                                           |
| 72     | 8月10日  | 戦後70年。風化しない戦後補償問題について                                                                                | 星野弘              | 全国空襲被害者連絡協議会運営委員長 （※自らも東京大空襲を経験）                         |
| 73     | 8月17日  | 夏休みに潜む危険、家出少女の実態                                                                                        | 橘ジュン            | BONDプロジェクト                                                                       |
| 74     | 8月24日  | ひろがる若者の政治参加                                                                                                  | 後藤寛勝            | NPO法人僕らの一歩が日本を変える。代表                                                  |
| 75     | 8月31日  | 「月刊ニュースレビュー・8月号」・女性自身の女性読者が支持する政治問題                                                   | 田邊浩司            | 女性自身編集長                                                                         |
| 76     | 9月7日   | 少女たちを誘い込む、強制AV（アダルトビデオ）出演の実態                                                                  | 藤原志帆子          | NPO人身取引被害者サポートセンター ライトハウス（旧・ポラリスプロジェクトジャパン）代表 |
| 77     | 9月14日  | 路上生活に実は多い精神・知的障がい者。彼らを救うためには?                                                               | 向谷地宣明          | ホームレス支援グループホーム「ぺてぶくろ」主宰者                                       |
| 78     | 9月21日  | 深刻な「養育費未払い問題」                                                                                              | 新川てるえ          | NPO法人・「Mステップ」理事長 リスナーから寄せられた投書を基に構成                      |
| 79     | 9月28日  | 「月刊ニュースレビュー・9月号」・新潮45「ノンフィクション全開宣言!!」                                                   | 三重博一            | （2回目の出場）                                                                        |